# 보리소보역
보리소보역(러시아어: Борисово)은 모스크바 지하철 류블린스코 드미트롭스카야 선의 역이다. 브라테예보 지역에 위치 한 이 역은 1960년에 모스크바에 존재하였던 지명인 보리소보 마을 이름을 따온 것이다.

## 역사
보리소보 역은 2011년 12월 2일에 개장했다.

## 구조
보리소보 역은 1면 2선의 섬식 승강장 구조로, 지하 역사이다.
단석식 철근콘크리트로 지어진 이 역은 벽들을 모두 조형물로 만들었다. 가벼운 틈새로 덮인 볼트는 아연으로 도금된 강철 프레임으로 특수 수평 이동형태로 제작되었다. 길이 162m의 플랫폼은 18부분(각각 9m)의 콘크리트로 나누었다.

## 지리
보리소보 역은 서부 지역의 브라테예보 구역에 위치한다. 보리소프스카야 연못은 서쪽으로 900m 떨어져 있다. 지하철 역에는 두 개의 대합실과 두 개의 출입구가 있다. 북쪽 대합실 14번 건물과 3번 건물 사이에 위치하며, 보리소프스카야 거리의 남쪽 입구에 위치한다. 이 역 주변 지역은 거리나 광장 아래에 있지 않고 거의 주택가 마당 주변에 위치하는 것이 특징이다.

## 사고
2011년 12월, 개통한 지 며칠 지나지 않아 역에 홍수가 발생하였고 천장이 새어 나갔다.
모스크바 지하철 측에서는 수리 작업을 빠르게 진행하여 복구하는데 성공하였다.